# Gloria Talbott
Gloria Talbott (Glendale, 7 febbraio 1931 – Glendale, 19 settembre 2000) è stata un'attrice statunitense.

## Biografia
Cresciuta nella natia cittadina di Glendale (California), Gloria Talbott iniziò la propria carriera come attrice bambina, comparendo in film quali la commedia sentimentale Primavera (1937) e il dramma Un albero cresce a Brooklyn (1945), e recitando occasionalmente in spettacoli teatrali all'aperto.
Interrotta la carriera durante il periodo del suo primo matrimonio, la Talbott tornò a recitare all'inizio degli anni cinquanta, quando apparve in un certo numero di serie televisive di successo, quali La mia piccola Margie (1952), Le inchieste di Boston Blackie (1953), Lux Video Theatre (1955), TV Reader's Digest (1955), in cui interpretò il ruolo della nativa americana Pocahontas nell'episodio America's First Great Lady.
Il 1955 fu un anno d'oro per la Talbott: comparve infatti in due film di successo, la commedia Non siamo angeli, accanto a Humphrey Bogart, Peter Ustinov e Aldo Ray, nel ruolo della giovane Isabelle Ducotel, la figlia del gestore di un emporio nell'isola di Caienna (Leo G. Carroll), che viene aiutata da un terzetto di amabili forzati a fronteggiare la prepotenza dei parenti, mentre nel melodramma Secondo amore di Douglas Sirk impersonò una ragazza egoista che tenta di impedire alla madre, una ricca vedova (Jane Wyman), di rifarsi una vita con un onesto giovanotto di umili origini (Rock Hudson), figlio del proprio giardiniere.
Nella seconda metà del decennio, la Talbott apparve in tre notevoli fanta-horror a basso costo, La figlia del dr. Jekyll (1957) di Edgar G. Ulmer, in cui interpretò il ruolo della figlia del medico scopritore della pozione capace di separare il bene e il male nell'individuo, cui seguirono The Cyclops (1957) e Ho sposato un mostro venuto dallo spazio (1958). Recitò inoltre nei western Petrolio rosso (1957) e Cord il bandito (1958), entrambi accanto a Joel McCrea, e nella commedia Arriva Jesse James (1959), al fianco di Bob Hope.
Fu però la televisione a offrire all'attrice le maggiori opportunità. Per il piccolo schermo la Talbott continuò a recitare durante tutti gli anni sessanta in numerosissime serie: apparve accanto a partner maschili all'epoca in ascesa, come Steve McQueen in Ricercato vivo o morto (1958-1960), Robert Redford in Whispering Smith (1961) e David Janssen in Richard Diamond, Private Detective (1958). Frequentò con assiduità il genere western, recitando in differenti episodi delle serie Bonanza (1960), Gli uomini della prateria (1959-1961), Laramie (1960-1963) e Gunsmoke (1955-1963). Tra le sue ultime interpretazioni televisive, da ricordare quelle in quattro episodi della serie poliziesca Perry Mason, girati tra il 1961 e il 1966. L'ultima apparizione cinematografica risale invece al 1966 nel western An Eye for An Eye, nel ruolo di Bri Quince accanto a Robert Lansing.

## Vita privata
Dal primo matrimonio (1948-1953) con l'annunciatore Gene Parrish, la Talbott ebbe un figlio, Mark. Successivamente fu sposata dal 1956 al 1965 con Grover Sanders, quindi dal 1967 al 1969 con Steven J. Capabianco, da cui ebbe una figlia, Mea. L'ultimo matrimonio con il dottor Patrick Mulally, sposato nel 1970, durò fino alla morte dell'attrice, avvenuta il 19 settembre 2000, all'età di 69 anni, per un'insufficienza renale.

## Filmografia

### Cinema
- Primavera (Maytime), regia di Robert Z. Leonard (1937)
- Sweet and Low-Down, regia di Archie Mayo (1944) – non accreditata
- Un albero cresce a Brooklyn (A Tree Grows in Brooklyn), regia di Elia Kazan (1946) – non accreditata
- Desert Pursuit, regia di George Blair (1952)
- Matrimoni a sorpresa (We're Not Married!), regia di Edmund Goulding (1952) – non accreditata
- Northern Patrol, regia di Rex Bailey (1953)
- I sanguinari (Crashout), regia di Lewis R. Foster (1955)
- Non siamo angeli (We're No Angels), regia di Michael Curtiz (1955)
- Secondo amore (All That Heaven Allows), regia di Douglas Sirk (1955)
- Lucy Gallant, regia di Robert Parrish (1955)
- Engagement Party, regia di Wilhelm Thiele – cortometraggio (1956)
- L'ora del delitto (Strange Intruder), regia di Irving Rapper (1956)
- La valle dei delitti (The Young Guns), regia di Albert Band (1956)
- The Kettles on Old MacDonald's Farm, regia di Virgil W. Vogel (1957)
- Petrolio rosso (The Oklahoman), regia di Francis D. Lyon (1957)
- The Cyclops, regia di Bert I Gordon (1957)
- La figlia del dr. Jekyll (Daughter of Dr. Jekyll), regia di Edgar G. Ulmer (1957)
- La ragazza di Sutton (Taming Sutton's Gal), regia di Lesley Selander (1957)
- Cord il bandito (Cattle Empire), regia di Charles Marquis Warren (1958)
- Ho sposato un mostro venuto dallo spazio (I Married a Monster from Outer Space), regia di Gene Fowler Jr. (1958)
- Arriva Jesse James (Alias Jesse James), regia di Norman Z. McLeod (1959)
- I conquistatori dell'Oregon (The Oregon Trail), regia di Gene Fowler Jr. (1959)
- Girls Town, regia di Charles F. Haas (1959)
- Rivolta indiana nel West (Oklahoma Territory), regia di Edward L. Cahn (1960)
- The Leech Woman, regia di Edward Dein (1960)
- I pistoleri maledetti (Arizona Raiders), regia di William Witney (1965)
- An Eye for an Eye, regia di Michael D. Moore (1966)

### Televisione
- Wild Bill Hickcok (The Adventures of Wild Bill Hickok) – serie TV, 1 episodio (1951)
- Le avventure di Rex Rider (The Range Rider) – serie TV, 1 episodio (1952)
- Gang Busters – serie TV, 1 episodio (1952)
- Craig Kennedy, Criminologist – serie TV, 1 episodio (1952)
- La mia piccola Margie (My Little Margie) – serie TV, 1 episodio (1952)
- Cowboy G-Men – serie TV, 1 episodio (1952)
- Mr. & Mrs. North – serie TV, 1 episodio (1953)
- Gianni e Pinotto (The Abbott and Costello Show) – serie TV, 1 episodio (1953)
- Le inchieste di Boston Blackie (Boston Blackie) – serie TV, episodio 2x25 (1953)
- Chevron Theatre – serie TV, 1 episodio (1953)
- Le avventure di Gene Autry (The Gene Autry Show) – serie TV, 1 episodio (1953)
- Hopalong Cassidy – serie TV, 1 episodio (1953)
- Cisco Kid (The Cisco Kid) – serie TV, 2 episodi (1953)
- The Backbone of America, regia di Marc Daniels – film TV (1953)
- Annie Oakley – serie TV, 1 episodio (1954)
- The Roy Rogers Show – serie TV, 1 episodio (1954)
- The Public Defender – serie TV, 1 episodio (1954)
- Fireside Theatre – serie TV, 4 episodi (1953-1954)
- Four Star Playhouse – serie TV, 1 episodio (1955)
- The Man Behind the Badge – serie TV, 1 episodio (1955)
- TV Reader's Digest – serie TV, episodio 1x10 (1955)
- Stage 7 – serie TV, episodio 1x20 (1955)
- Treasury Men in Action – serie TV, 2 episodi (1955)
- You Are There – serie TV, 1 episodio (1955)
- Lux Video Theatre – serie TV, 1 episodio (1955)
- Dr. Hudson's Secret Journal – serie TV, 1 episodio (1956)
- Chevron Hall of Stars – serie TV, 1 episodio (1956)
- Cavalcade of America – serie TV, 3 episodi (1954-1956)
- Frontier – serie TV, 1 episodio (1956)
- The Star and the Story – serie TV, episodio 2x14 (1956)
- Adventures of Superman – serie TV, 1 episodio (1956);
- Crossroads – serie TV, episodio 1x37 (1956)
- Conflict – serie TV, episodio 1x06 (1956)
- Jane Wyman Presents the Fireside Theatre – serie TV, 1 episodio (1956)
- I racconti del West (Zane Grey Theater) – serie TV, 1 episodio (1956)
- The Gray Ghost – serie TV, episodio 1x13 (1957)
- Mr. Adams and Eve – serie TV, episodio 1x01 (1957)
- Sheriff of Cochise – serie TV, 1 episodio (1957)
- West Point – serie TV, episodi 1x06-1x39 (1956-1957)
- Wire Service – serie TV, episodio 1x38 (1957)
- Sugarfoot – serie TV, episodio 1x02 (1957)
- Alcoa Theatre – serie TV, 1 episodio (1957)
- Matinee Theatre – serie TV, 2 episodi (1956-1957)
- The Millionaire – serie TV, 2 episodi (1956-1958)
- Climax! – serie TV, 2 episodi (1957-1958)
- Richard Diamond (Richard Diamond, Private Detective) – serie TV, 1 episodio (1958)
- Mike Hammer – serie TV, 1 episodio (1958)
- Il tenente Ballinger (M Squad) – serie TV, 1 episodio (1958)
- The Restless Gun – serie TV, 3 episodi (1958)
- Cimarron City – serie TV, episodio 1x23 (1959)
- Zorro – serie TV, 4 episodi (1959)
- Playhouse 90 – serie TV, 1 episodio (1959)
- Markham – serie TV, 1 episodio (1960)
- Bonanza – serie TV, episodio 1x25 (1960)
- Lo sceriffo indiano (Law of the Plainsman) – serie TV, episodio 1x26 (1960)
- The Rebel – serie TV, 1 episodio (1960)
- Bat Masterson – serie TV, 2 episodi (1958-1960)
- The Roaring 20's – serie TV, 1 episodio (1960)
- Avventure lungo il fiume (Riverboat) – serie TV, 2 episodi (1960)
- Ricercato vivo o morto (Wanted: Dead or Alive) – serie TV, episodi 1x02-2x23-3x13 (1958-1960)
- The Islanders – serie TV, 1 episodio (1961)
- Bringing Up Buddy – serie TV, 1 episodio (1961)
- The Brothers Brannagan – serie TV, 1 episodio (1961)
- Whispering Smith – serie TV, episodio 1x02 (1961)
- Le leggendarie imprese di Wyatt Earp (The Life and Legend of Wyatt Earp) serie TV, 2 episodi (1955-1961)
- Lotta senza quartiere (Cain's Hundred) – serie TV, 2 episodi (1961)
- Il dottor Kildare (Dr. Kildare) – serie TV, 1 episodio (1961)
- Gli uomini della prateria (Rawhide) – serie TV, 3 episodi (1959-1961)
- Surfside 6 – serie TV, episodio 2x10 (1961)
- Tales of Wells Fargo – serie TV, 2 episodi (1959-1961)
- General Electric Theater – serie TV, 2 episodi (1954-1962)
- Bronco – serie TV, 1 episodio (1962)
- 87ª squadra (87th Precinct) – serie TV, 1 episodio (1962)
- Frontier Circus – serie TV, 1 episodio (1962)
- Carovane verso il West (Wagon Train) – serie TV, 1 episodio (1962)
- Gli intoccabili (The Untouchables) – serie TV, 1 episodio (1962)
- Laramie – serie TV, 4 episodi (1960-1963)
- Gunsmoke – serie TV, 3 episodi (1955-1963)
- L'amico Gipsy (The Littlest Hobo) – serie TV, 1 episodio (1964)
- Lassie – serie TV, 1 episodio (1965)
- Death Valley Days – serie TV, 3 episodi (1961-1965)
- Perry Mason – serie TV, 4 episodi (1961-1966)

## Doppiatrici italiane
- Maria Pia Di Meo in Lucy Gallant, Secondo amore, Ho sposato un mostro venuto dallo spazio, Arriva Jesse James, La figlia del dr. Jekyll
- Fiorella Betti in Non siamo angeli, L'ora del delitto, La valle dei delitti
- Dhia Cristiani in Cord il bandito
- Anna Miserocchi in I pistoleri maledetti
- Serena Verdirosi in Zorro (ridoppiaggio)